# Tirli
Tirli ist ein Ortsteil (Fraktion, italienisch frazione) der Gemeinde Castiglione della Pescaia in der Provinz Grosseto, Region Toskana in Italien.

## Geografie
Der Ort liegt ca. 10 Kilometer nördlich des Hauptortes Castiglione della Pescaia und ca. 15 Kilometer nordwestlich der Provinzhauptstadt Grosseto in der Maremma. Tirli liegt im Bistum Grosseto und bei 404 Metern und hatte 2001 284 Einwohner. 2011 waren es 255 Einwohner. Wichtigster Fluss nahe dem Ort ist der 8 km lange Torrente Ampio, der kurz südlich des Ortes fließt und als rechter Nebenfluss in Ponti di Badia in den Bruna mündet.

## Geschichte
Erstmals erwähnt wurden der Berg Monte Tirli und der Fluss Ampio im 9. Jahrhundert von Ludovico Pio in einem Dokument der Abtei Sant’Antimo. Die erste Erwähnung des Ortes als Borgo stammt ebenfalls aus dem 9. Jahrhundert. Am 11. August 1118 wird der Ort in einem Dokument von Bernardo, Bischof von Roselle, erwähnt, der der Abtei Abbazia di San Bartolomeo a Sestinga bei Vetulonia (heute Gemeinde Castiglione della Pescaia) Gebiete zusprach, zu denen auch Tirli gehörte. 1188 wurde der Ort von Papst Clemens III. in einer Nachricht an Gualfredo bzw. Gualtieri, Bischof von Grosseto, erwähnt. Im frühen 16. Jahrhundert wurde der Ort von den Türken belagert und eingenommen, danach vermischten sich die Eroberer wahrscheinlich mit den Einwohnern. 1568 wurde der Ort von Cosimo I. de’ Medici in das Großherzogtum Toskana eingegliedert, danach wurde der Ort Ortsteil von Castiglione della Pescaia.

## Sehenswürdigkeiten

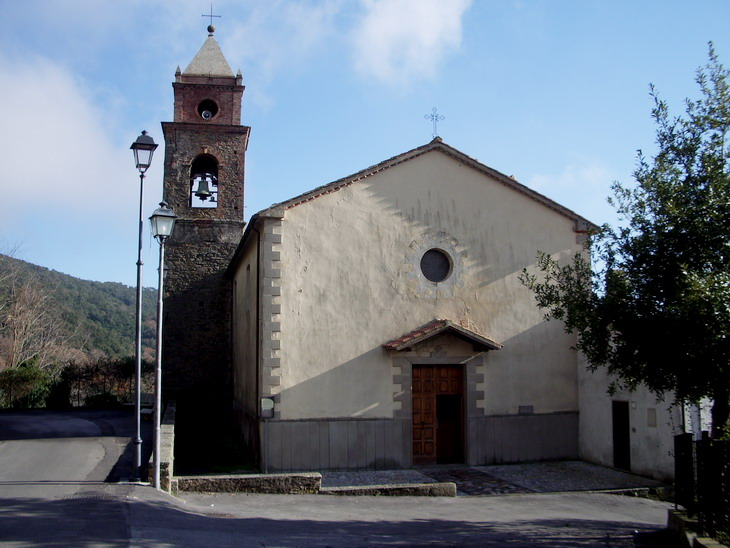
Die Kirche Sant’Andrea Apostolo

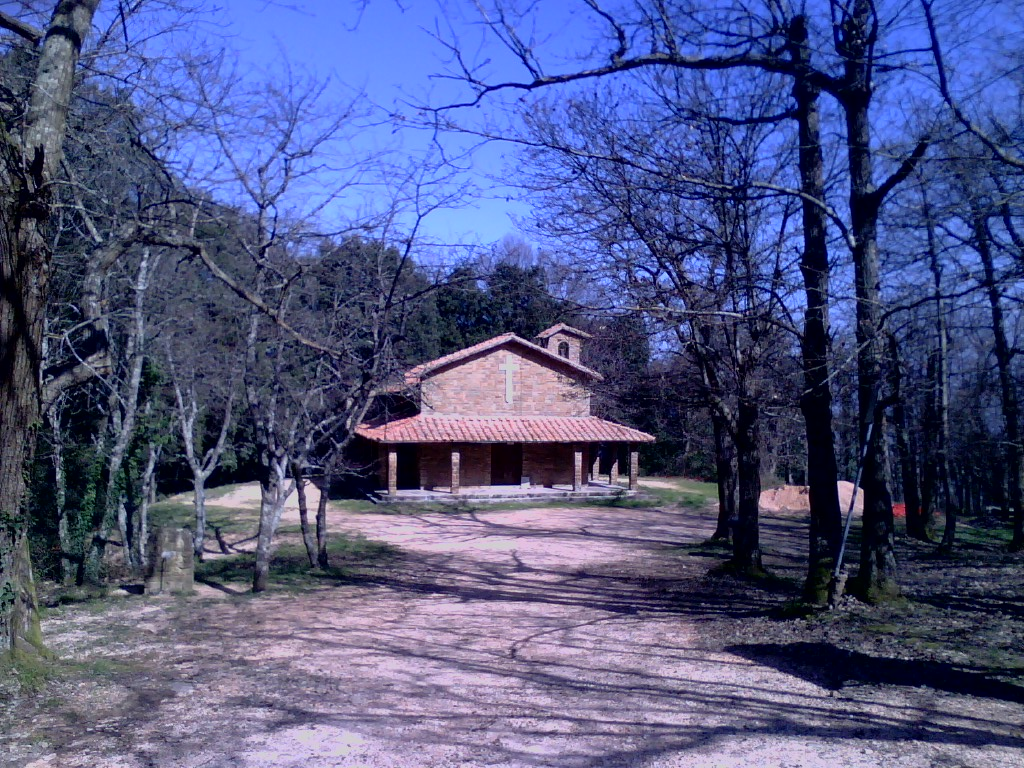
Die Einsiedelei Sant’Anna

- Chiesa di Sant’Andrea Apostolo, 1674 geweihte Kirche[6] am südöstlichen Ortsrand. Die Altäre wurden 1957, die Fassade 1975 restauriert.[2]
- Convento di Sant’Agostino, Kloster des Augustinerordens unterhalb und kurz südlich der Kirche Sant’Andrea. Entstand zur gleichen Zeit wie die Kirche und unterhielt auch die Einsiedelei Sant’Anna.
- Eremo di Sant’Anna, auch Sant’Anna nel Bosco genannt. Entstand am Anfang des 17. Jahrhunderts durch Giovanni da San Guglielmo (* 1552 in Montecassiano, † 1621 in Batignano[8]). Das heutige Gebäude entstand 1971.[2]
- Eremo di Malavalle, auch Eremo di San Guglielmo[7] genannt. Einsiedelei, die durch Wilhelm von Malavalle entstand. Die erste Kapelle entstand im Todesjahr des Wilhelm von Malavalle (1157), im 13. Jahrhundert die Kirche. Die Wilhelmiten blieben hier bis ins 16. Jahrhundert. 1564 gab Papst Pius V. den Ort an die Familie Concini, danach folgte der Augustinerorden. Das Kloster wurde 1782 durch Dekret von Leopold II. aufgelöst.[6]

## Verkehr
- Die nächstgelegenen Anschlussstellen an den Fernverkehr sind die Anschlussstellen Giuncarico an der Staatsstraße Strada Statale SS 1 (Via Aurelia), ca. 20 km nordöstlich gelegen, oder die Anschlussstelle Grosseto Nord, ca. 20 km östlich gelegen.